# Louis-Charles de Lévis
Pour les articles homonymes, voir Lévis (homonymie).
Louis-Charles de Lévis, duc de Ventadour et pair de France (1647 – 28 septembre 1717) est un gentilhomme français du XVIIe siècle. Sa femme, surnommée « Madame de Ventadour », est gouvernante de l'infant Louis XV et leur fille unique Anne Geneviève fera deux mariages prestigieux, au sein de deux des plus grandes familles nobles de l'époque, les La Tour d'Auvergne et les Rohan.

## Biographie
Fils aîné d'une famille de trois enfants, il est le petit-fils du duc Anne, et le fils de Charles de Lévis (1600-1649) , comte de Vauvert, marquis d'Annonay, duc de Ventadour, pair de France, ancien évêque de Lodève, et de sa seconde épouse, Marie de La Guiche fille du maréchal Jean-François de La Guiche.
Sa sœur cadette Marguerite Félice de Lévis (1648–1717) épousa Jacques Henri de Durfort de Duras (1625-1704), maréchal de France, et fut la belle-sœur du maréchal de Lorges ; son petit-fils Emmanuel-Félicité de Durfort (1715-1789) sera lui aussi maréchal de France et académicien.
Du côté paternel, il descend de la riche et puissante Maison de Montmorency. Il épouse à Paris le 14 mars 1671 Charlotte de La Motte Houdancourt, fille de Philippe de La Mothe-Houdancourt et de Louise de Prie.
Le Duc était généralement considéré comme quelqu'un de « terrifiant » — très laid, physiquement déformé et à la sexualité débauchée. Cependant, les privilèges liés au rang de duchesse compensaient ce mariage malheureux, comme le tabouret. Dans une lettre à sa fille, Madame de Sévigné décrit un incident qui eut lieu au Château de Saint-Germain-en-Laye pendant une audience avec la Reine.
« Il vint ensuite bien des duchesses, entre autres la jeune Ventadour, très belle et jolie. On fut quelque moment sans lui apporter ce divin tabouret. Je me tournai vers le grand maître et je dis, "Hélas! Qu'on le lui donne. Il lui coûte assez cher" . Il fut de mon avis. »
Il a, avec sa femme, une fille. Louis Charles décède le 28 septembre 1717 pendant la Régence de Philippe d'Orléans.
Sa femme était dame de compagnie de la Duchesse d'Orléans et gouvernante de Louis XV.

## Descendance
Anne Geneviève de Lévis, surnommée "Mademoiselle de Ventadour", Princesse de Turenne, Duchesse de Rohan-Rohan, Princesse de Maubuisson, Princesse de Soubise (février 1673 – 20 mars 1727). Elle se marie deux fois:
1. elle épouse Louis Charles de La Tour d'Auvergne, Prince de Turenne en 1692 (fils de Godefroy Maurice de La Tour d'Auvergne et de la mazarinette Marie Anne Mancini), sans descendance;
2. elle épouse Hercule-Mériadec de Rohan, Duc de Rohan-Rohan en 1694 (fils de François de Rohan et d'Anne de Rohan-Chabot), avec descendance.